# おすぎのシネバラ!
おすぎのシネバラ!は、チャンネルNECO製作の映画バラエティ番組。
映画評論家のおすぎがパーソナリティ。様々なゲストとのトーク、映画情報を放送。2004年4月放送開始。
- 初代アシスタントは大森玲子。
- 2代目アシスタントは、コメディアンのイザベルとベネ。
- 3代目アシスタントは、タレントの杉浦美帆。
- 4代目アシスタントは、コメディアンの髭男爵。（2010年5月から）

毎週土曜日昼12時放送（再放送あり）
2011年4月9日1時の#169をもって放送は最終回を迎えた。
後継番組は『おすピーのシネバラ!』。おすぎと髭男爵は続投した上でピーコが加わった。
2011年4月23日（22日深夜）放送開始。2012年3月24日（23日深夜）の♯23でシリーズ終了となった。